# Castell de Castro
El castell de Castro forma part de la serra d'Espadà, i el seu emplaçament es troba aturonat al cim del mateix nom a 787 metres sobre el nivell del mar, i domina un camp visual impressionant que abasta des de les Agulles de Santa Àgueda a Benicàssim fins al cap de Cullera, des de Penyagolosa fins als Columbrets. Està situat al terme d'Alfondeguilla.
El castell és penjat sobre dos barrancs profunds; a l'est el de Castro, per on puja la sendera d'accés des de les aljames al lloc fortificat i, a l'oest, el de l'Horteta. Tots dos gaudeixen d'abundants fonts: la de la Penyeta, la del Forcall, de la Figuera, etc. Al nord i al sud, el castell domina la dorsal, el cim dels dos barrancs anteriors, el del coll de Boix, cap a la part septentrional, i les Penyes de Moixell, Denàs i Cantallops vers el sud.

## Història
L'origen del castell cal buscar-lo als segles immediatament precedents a l'era medieval. La fortificació seria una torre de guaita romana o púnica, depenent del castell de Sagunt. Les restes actuals pertanyen a la civilització islàmica.
La seua posició tan estratègica ens permet endevinar avui com de difícil, per no dir impossible, podria esdevenir la seua conquesta. Conta una llegenda que fa molts anys, després de bastants dies de setge al castell i davant la impossibilitat de conquerir-lo, els assetjadors, una nit ben fosca, col·locaren astutament ciris encesos a les banyes d'un ramat de cabres i les encaminaren pedregals amunt fins a arribar a dalt. Els del castell, bocabadats per l'espectacle de tantes llums, cregueren que l'enemic havia rebut grans contingents d'ajuda i abandonaren a correcuita la fortificació tots esglaiats. Fou així com els assetjadors aconseguiren el control del castell. Aquesta història poc creïble, en veritat, ens demostra palesament la inexpugnabilitat de què fruïa el castell de Castro.
Al castell, li corresponia un ample terme, una vall que portava el mateix nom, i a més existien dos llogarets sota la seua jurisdicció: l'alqueria de Castro i el raval de Benissabdó.
Pierre Guichard, en parlar de la civilització islàmica al País Valencià, diu que "el grup humà format pels habitants del castre i del seu terme, que els documents cristians designen amb el nom d'aljama, sembla haver constituït una sòlida unitat humana i administrativa. L'aljama apareix solidària en les capitulacions signades amb el monarca i es manté en l'organització politicoadministrativa i sobretot fiscal del nou Regne de València. La documentació contemporània evidencia clarament que la conquesta recobrí, conservà o dissocià conjunts coherents relativament autònoms que tenien com a marc els termes dels antics castra musulmans". Tots aquest vestigis són suficients per a fer-se una idea de la importància que tenia el castell en aquella civilització.
Malgrat que en la Crònica d'En Jaume I apareixen diferenciats i independents els dos castells de Castro i Alfàndec, no seria forassenyat pensar que l'alqueria d'Alfàndec, durant l'època islàmica, fos un llogaret depenent del castell de Castro o de la Vall d'Uixó i, molt al final, aconseguiria una certa autonomia, que el faria capitular davant Jaume I, independentment de tots dos. Aquesta idea també ve justificada pel fet que l'any 1277, quan el rei Pere II el Gran, concedí la carta pobla, no en concedí dues, sinó una de sola per als dos, i que a partir d'aquests anys formarà part de la Vall d'Uixó, amb terme diferent, encara que no independent.

## Descripció

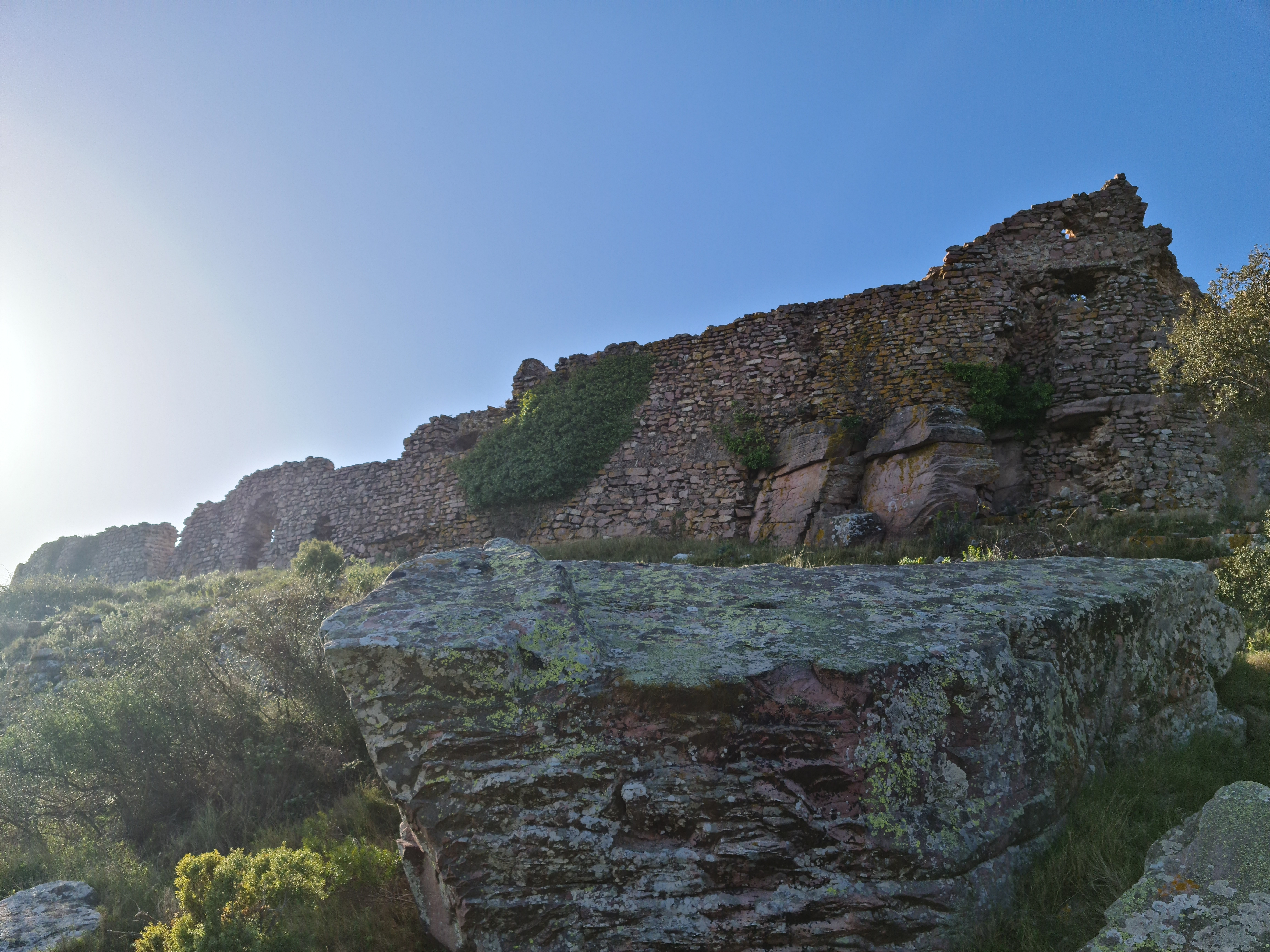
Castell de Castro a la Serra d'Espadà.

La defensa del castell aprofita totalment l'accidentada orografia. Així a la part de ponent la construcció s'assenta damunt els abruptes penyots, fent impossible l'accés a la fortalesa des de fora. La part de llevant té tres sistemes defensius diferents. El primer obstacle és una cinglera, de difícil superació. La segona defensa és una muralla compacta de construcció de tapial, que tanca l'albacar. Als vèrtexs d'aquesta construcció trobem dues torres. A l'extrem meridional la torre és quadrada i defensava l'entrada que pujava des de Cantallops. A la part septentrional la torre era rodona i enllaçava el vessant de llevant amb el perllongament de la muralla cap al nord. Aquest extrem nord de la muralla també era presidit per una torre quadrangular. Entre aquestes dues torres últimes tenim l'entrada a l'albacar des del Coll de Boix. El tercer sistema defensiu era una gran muralla de més de 65 metres de longitud que separava l'albacar del castell pròpiament dit. Al seu interior s'accedia per una entrada no gaire gran acabada en una mena d'arc de ferradura.
Al castell, que ocupa una superfície al voltant dels 2.000 m², podem diferenciar clarament dues parts. El primer espai, anomenat albacar, per la documentació de l'època, es troba a llevant, penjat sobre el barranc de Castro, i es tractaria d'un refugi fortificat en cas de perill per a la població dels dos poblets que depenien de la seua jurisdicció: l'aljama de Castro i el rafal de Benissabdó. El segon, el castell pròpiament dit, se subdivideix alhora en dues parts: una, la part més baixa, a què s'accedia per les portes del castell, formada per grans roques, molt irregular, on encara queden restes d'habitacles, i on trobem dues roques amb vuit senyals gravats en cadascuna que els vells interpreten com a vuit victòries del castell; i l'altra, la part més alta, la celoquia (de l'àrab Saluqya) d'uns 400 m², on eren les dependències pròpies del castell, habitatges, cellers, cisternes..., tot presidit per una majestuosa torre de l'homenatge, –enderrocada al juliol de 1938, durant la Guerra civil–, sobre el barranc de l'Horteta.